# St. Augustinus (Neu-Listernohl)

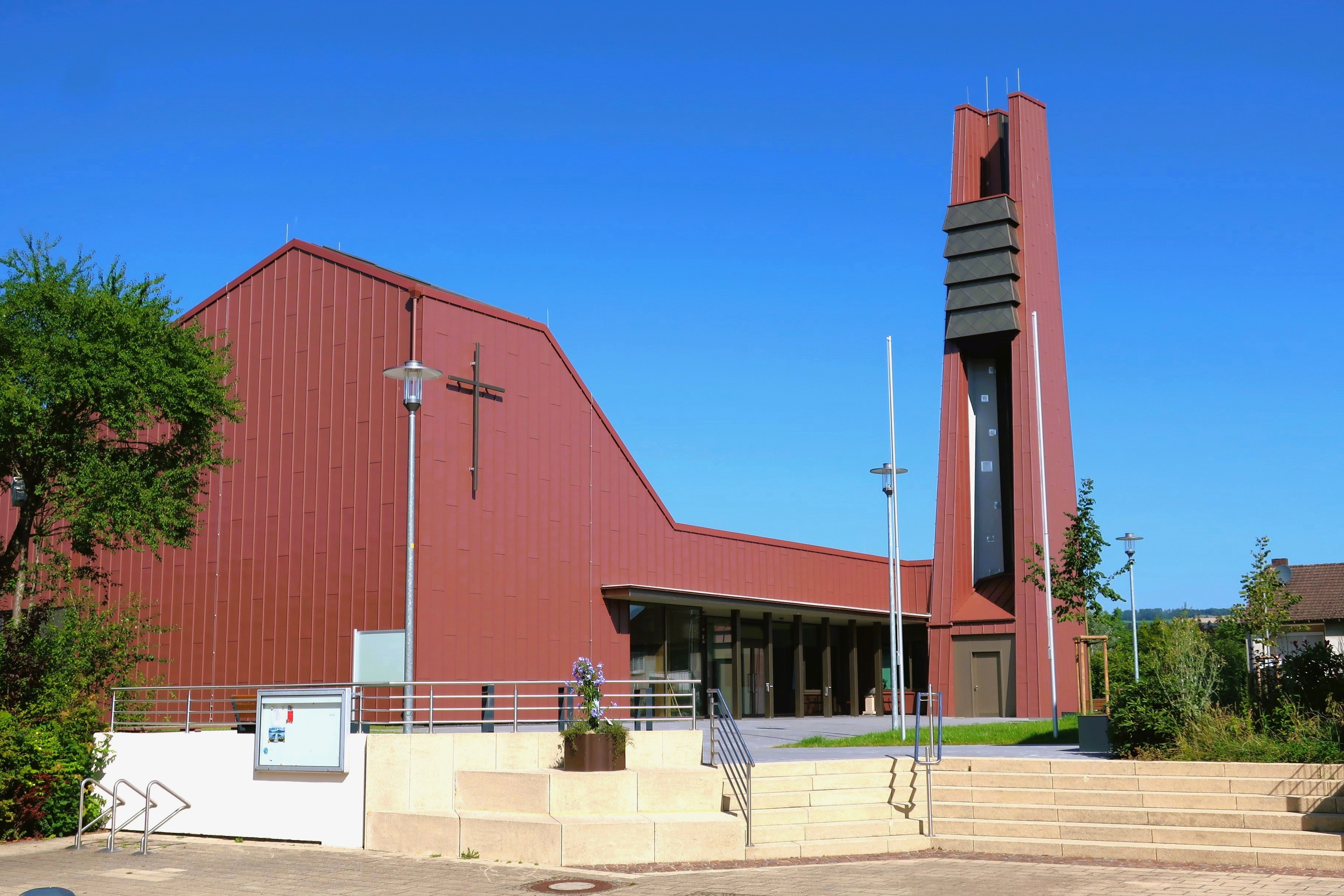
2024 eingeweihte neue Kirche St. Augustinus in Neu-Listernohl

Die katholische Pfarrkirche St. Augustinus ist ein Kirchengebäude in Neu-Listernohl, einem Ortsteil von Attendorn im Kreis Olpe (Nordrhein-Westfalen). Sie gehört zum Pastoralverbund Attendorn im Dekanat Südsauerland des Erzbistums Paderborn.

## Geschichte und Architektur

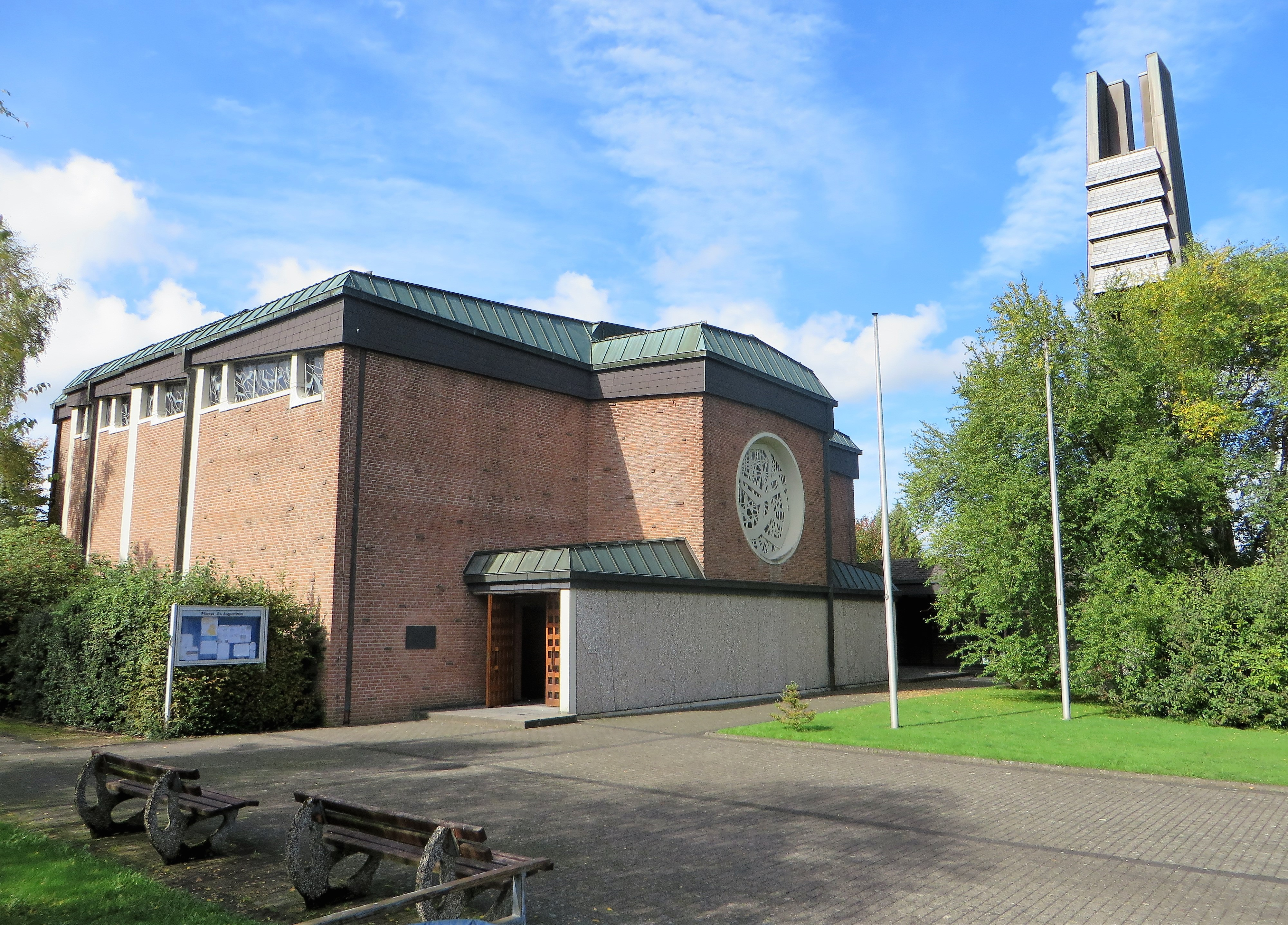
2022 abgebrochene alte Kirche St. Augustinus in Neu-Listernohl

Der Ort Neu-Listernohl entstand ab 1960 an höherer Stelle für die beim Bau der Biggetalsperre geflutete Ortschaft Listernohl. Dabei versank auch die alte Kirche. 
Das Gebäude, eine große Saalkirche von Backstein und Stahlbeton, wurde von 1963 bis 1965 nach Plänen von Herman Gehrig errichtet. Das Schiff ist durch Betonquerbinder in fünf Joche unterteilt, deren Seitenwände nach innen versetzt sind. Die Decken im Schiff und im eingezogenen Chor sind leicht gesattelt. Die Wände sind durch Betonglasbahnen und ein oberes Lichtband gegliedert, an der Giebelseite ist ein Kreisfenster zu sehen. Die Verglasungen mit ornamentalen Mustern wurden nach Entwürfen von Hermann Gehring gestaltet. Der Campanile steht daneben, er ist mit Blechen verkleidet.
Anfang 2019 beschloss die Gemeinde, die Kirche abzureißen und durch einen Neubau zu ersetzen. Als Gründe wurden angegeben, dass wegen eines erheblichen Sanierungsstaus ohnehin große Investitionskosten anstünden und der Bau für die kleiner werdende Gemeinde zu groß sei. Der noch aus dem Vorgängerbau stammende Hochaltar, die Orgel und der Glockenturm sollen erhalten bleiben. Den Architektenwettbewerb für den Neubau im Sommer 2019 hat das Büro „DEEN architects“ aus Münster gewonnen. Das ebenfalls aus den 1960er Jahren stammende Pfarrheim war bereits Anfang 2013 an einen Investor verkauft worden, der es zu einem Wohngebäude umbauen wollte.

### Krypta
Die Krypta wird auch Domkapitular-Schnütgen-Gedächtniskapelle genannt. Der Altar darin ist aus dem späten 18. Jahrhundert. Das Gemälde zeigt die hl. Anna und die hl. Maria, es ist mit Friedrich Baudri 1848 signiert.

## Ausstattung
Hauptsächlich handelt es sich hier um die um 1900 von Alexander Schnütgen aus dem Rheinland zusammengetragene Ausstattung der alten Kirche.
- Ein Säulenretabel mit Drehtabernakel aus der Zeit um 1700
- Das Altarblatt mit der Darstellung des hl. Augustinus entstand um 1900.
- Das Retabel mit gewundenen Säulen wurde 1681 angefertigt.
- Der Orgelprospekt wurde in der ersten Hälfte des 18. Jahrhunderts in Köln-Longerich gebaut.
- Eine Figur des hl. Petrus von der zweiten Hälfte des 17. Jahrhunderts
- Eine Figur des hl. Paulus von der zweiten Hälfte des 17. Jahrhunderts
- Die Figur des Johannes des Täufers entstand in der Mitte des 18. Jahrhunderts.
- Die Kanzel wurde am Ende des 18. Jahrhunderts gebaut[4]